# 京阪交野線
交野線（かたのせん）は、大阪府枚方市の枚方市駅から大阪府交野市の私市駅までを結ぶ京阪電気鉄道の鉄道路線である。大阪への通勤路線であるとともに、私市周辺の行楽地への路線でもある。また、京阪本線とJR片町線（学研都市線）を結ぶバイパスとしての機能も果たしている。

## 路線データ
- 路線距離（営業キロ）：6.9km
- 軌間：1435mm
- 駅数：8駅（起終点駅含む）
- 複線区間：全線
- 電化区間：全線電化（直流1500V）
- 閉塞方式：自動閉塞式
- 保安装置：K-ATS
- 踏切数：15か所（すべて第1種甲）、うち12か所に踏切障害物検知装置が設置
- 最高速度：90km/h[1]
- 最急勾配：33‰（河内森駅 - 私市駅間）

## 運行形態
2025年3月22日のダイヤ変更時点では、平日朝ラッシュ時は6 - 10分間隔、平日夕ラッシュ時と土休日の朝時間帯は11 - 13分間隔の運転。日中は平日・土休日ともに1時間に5本、12分間隔の運転で、上り下りともに枚方市駅で本線特急との接続が図られている。
2013年3月16日のダイヤ変更より京阪本線直通列車（後述の「おりひめ」「ひこぼし」）が全廃され、定期列車はすべて4両編成で線内折り返し運転の普通列車となっている。1987年6月1日のダイヤ改正までは、枚方市駅発の初発列車は交野市駅で折り返していた。

### おりひめ・ひこぼし
平日朝に私市駅から京阪本線・中之島線に乗り入れ中之島駅まで直通する通勤快急「おりひめ」、平日夜に中之島駅から私市駅まで直通する快速急行「ひこぼし」が運転されていた。「おりひめ」・「ひこぼし」とも交野線内では各駅に停車した。
「おりひめ」は2003年9月8日から平日朝に私市発淀屋橋行きのK特急として、「ひこぼし」は同日より平日夕方の天満橋発私市行きの準急として運転を開始した（おりひめはK特急だが、列車方向幕には「特急」と表示されていた。この時間の京阪本線枚方市駅 - 淀屋橋駅間の下りK特急停車駅は特急と同じであったため、さほど問題にはならなかった）。中之島線が開業した2008年10月19日のダイヤ改正で中之島線直通となり、それぞれ通勤快急・快速急行に列車種別が変更された。また「ひこぼし」の運転時間帯が繰り下げられた。
2006年4月14日、7200系が、およそ4年振りに入線した。2002年4月から運行されている10000系の増備車10004Fが2006年4月15日から入線、つづいて10005F・10006Fも入線した。
同年10月22日には7月29日から運転されていた「きかんしゃトーマス」のラッピングを施した10000系“10000系きかんしゃトーマス号”による「臨時K特急」が運転された。同系による「K特急」運用は2度目である。また、休日の「K特急」の運転は初となる。2007年1月21日には「きかんしゃトーマス」ラッピング電車のラストランとして「臨時K特急」が私市 - 天満橋間に運転された。
2007年9月22日より終日ワンマン運転が開始された（ただし5両編成での運転の列車および早朝・深夜の一部の列車を除く）。それに伴い、10000系全6編成と駅の保安設備更新も行われた。また、ワンマン運転実施にあたり、運転士の特別教習も実施されている。なお、車内放送は女性の声による自動放送となった。2600系の場合と、10000系でも早朝の一部列車と深夜の「ひこぼし」、およびその折り返し普通については従来通り車掌が乗務。10000系の場合、行先表示はワンマン運転時での「枚方市↑↓私市」ではなく「枚方市」ないし「私市」（「ひこぼし」では「交野線 私市」）のみを表示。
2013年3月16日のダイヤ変更で京阪本線・中之島線直通列車「おりひめ」・「ひこぼし」がともに廃止された。

### きさいち快速・臨時急行
2000年秋に「宇治快速」に代わる行楽期の支線直通列車として設定されたのが「きさいち快速ハイキング号」である。京阪本線からの臨時直通列車は1960年代頃に設定されていた臨時急行「きさいち号」以来となる（京阪電気鉄道発行の社史「京阪七十年のあゆみ」（1980年）の年表によると、1968年に宇治線臨時急行「宇治号」とともにこの「きさいち号」が運行されていた記録がある）。車両は5連車を使用していたが、「宇治快速」と違い、車種の限定は行われていなかった。
2往復設定され、当時の停車駅は淀屋橋駅 - 北浜駅 - 天満橋駅 - 京橋駅 - 枚方市駅と交野線全駅であった。なおこの折り返し列車は「宇治快速」では回送であったが、「きさいち快速ハイキング号」では臨時普通列車として運行されていた。「きさいち快速ハイキング号」は2001年の春と秋にも運行され、合計3シーズンの運行であった。
2002年春、「きさいち快速ハイキング号」は快速から臨時急行に格下げされ「きさいちハイキング号」に改称され、かつての「きさいち号」とほぼ同じ停車駅となった。また編成も5連から4連に短縮したが、新車のアピールも兼ねて10000系限定で運行されることになった（ただし初日の4月21日のみ1往復が2600系5連での運行であった）が、2往復体制に変化はなかった。また折り返しの臨時普通も存続されていた。この列車も同年秋と2003年春の3シーズン運行された。
2000年代前半に運行されていたこれらの列車は2003年改正で廃止されたが、後の「おりひめ」・「ひこぼし」のルーツとなっている。

## 使用車両
- 10000系
- 13000系[3]

### 過去の使用車両
- 6000系 - 6001F-6005F・6012Fが4連時代のみ。末尾1-5の編成は架線電圧600V時代に制御装置を改造して暫定4連で運用された。6012Fは4連運用時には制御電動車Mc1とMc2の間の付随車（T車）2両に制御装置とモーターを繋ぐ電線などが引き通されていた。現在、6000系は8連固定編成化されているため最長5連でしか運用できない交野線には入線することはできない。
- 7000系 - 7003Fが4連時代のみ。現在では7連固定編成化されているため6000系と同じである。
- 7200系 - 7201F・7202Fに限り5連に組み替えが可能な設計で、臨時運用で5連にした場合のみ乗り入れ可能であったが、7201Fが2015年に、7202Fが2016年に中間電動車を1両減車して7両固定編成化されたために交野線には入線することはできなくなった。
- 3000系（2代） - 3001Fが2010年7月7日の七夕イベントに限り4両に短縮の上で使用された。また、試運転でも5両に短縮の上で入線した実績がある。
- 2600系 - 1980年代から4連で線内折り返しの普通列車で使用されたほか、2003年9月から2013年3月までは「おりひめ」「ひこぼし」とそれに関連する列車に5連が使用された。

以下は除籍分
- 1900系
- 1800系（2代）
- 1700系
- 1300系
- 600系
- 500型
- 800型

1983年3月に第1陣が運行を開始した6000系は、同年12月の架線電圧昇圧までの約9か月間、昇圧時の6000系による置き換えの対象となっていた吊掛車である、600系、1300系、1700系とともに運用される姿が見られた。

## 歴史
生駒電気鉄道が生駒枚方電気鉄道として地方鉄道法に基づき1920年（大正9年）9月27日に免許を受けた枚方東口駅（現在の枚方市駅） - 生駒駅間を結ぶ鉄道計画が始まりで、京阪電気鉄道や近鉄の前身大阪電気軌道が後援したものの、資金調達が進まず計画は停滞していた。そこで現在の近鉄生駒線にあたる王寺駅 - 生駒駅間の鉄道を計画し、当時王寺駅 - 山下駅（現在の信貴山下駅）間と鋼索線を開業していた信貴生駒電気鉄道が、建設費の節減を図るとともに、王寺から枚方まで南北一貫すれば運輸上の利便も増して両社にとっても得策との判断から生駒電気鉄道を1924年（大正13年）7月6日に合併し、その鉄道計画を継承した信貴生駒電鉄が枚方線として、1929年（昭和4年）7月10日に枚方東口駅 - 私市駅間を開業させた。
そのため当時の軌道条例で建設された京阪本線・宇治線とは異なり、既存の道路上を走る併用軌道区間を造る必要もないため宮之阪駅 - 交野市駅間はほぼ一直線に建設された。また車両面でも、車両の小型化による運行経費削減を目的として京津線より車両（旧京津電気軌道16形）を借り受けたときは地方鉄道法に適合するよう車両を改造している（この車両は京阪900型を名乗っていた）。
開業時は全線単線で行き違いができる駅は村野と交野、その他の中間駅はすべて1面1線の無人駅であった。自前の変電所を持たず、京阪より電力の供給を受けていたり、運営を委託して車両も借り受けるなど京阪との結びつきは強かった。
1939年（昭和14年）3月1日に午後2時45分に大阪陸軍兵器支廠禁野倉庫第15番倉庫で弾体から信管を取り外し中に爆発。折からの強風にあおられ3時29分、砲弾・炸薬に引火誘爆、半径2kmに弾丸や破片が飛び散る大爆発で消火活動も行えない状態が3日間も続き、降り注いだ砲弾破片などで送電線・電車線・電気供給施設が破損。京阪線から電力供給を受けていた交野線も運行停止となった（京阪線は同月4日午後8時に運転再開するも、枚方駅の再開は同月6日までかかる。交野線の運転再開日は不明）。同年5月に信貴生駒電鉄から交野電気鉄道として分離、終戦前の1945年（昭和20年）5月に京阪神急行電鉄に合併され、1949年（昭和24年）の京阪電気鉄道の分離に伴い同社の交野線となる。未開業の私市駅 - 生駒駅間は1942年（昭和17年）1月13日に免許が取り消された。
戦後、観光シーズンには京阪線との直通臨時列車として臨時急行「いわふね号」が設定されていた。1960年は5月8日から11月27日までの日曜と祝日に運転され、天満橋駅を午前8時54分と同9時35分に、私市発は午後4時16分に発車で運行していた。途中停車駅は京橋駅・枚方市駅であったが大和田駅で特急を待避するために、当時単線の交野線では村野駅・交野駅で通券の授受のために運転停車があった。
身体障害者対策として 1981年（昭和56年）に交野線のすべての駅のプラットホームに視覚障害者誘導用ブロック（点字ブロック）が設置された。

### 年表
- 1929年（昭和4年）7月10日 信貴生駒電鉄が枚方東口（現在の枚方市） - 私市間を開業。
- 1930年（昭和5年）10月21日 河内森駅開業。
- 1935年（昭和10年）12月2日 信貴電磐船駅開業。同日開業の片町線の河内磐船駅との接続駅。
- 1938年（昭和13年）11月1日 星ヶ丘駅開業。
- 1939年（昭和14年）
  - 3月1日 大阪陸軍兵器支廠禁野倉庫の爆発事故で運行停止。
  - 5月1日 交野電気鉄道に譲渡。交野線となる。
  - 5月15日 信貴電磐船駅を交電磐船駅に改称[10]。
- 1940年（昭和15年）9月11日 中宮駅（現在の宮之阪駅）開業。
- 1945年（昭和20年）
  - 5月1日 京阪神急行電鉄（現在の阪急電鉄）が交野電気鉄道を合併。交電磐船駅を京阪神磐船駅に改称。
  - 9月15日 中宮駅、星ヶ丘駅、郡津駅、河内森駅休止。
- 1946年（昭和21年）2月15日 中宮駅、星ヶ丘駅、郡津駅営業再開。
- 1948年（昭和23年）5月1日 河内森駅営業再開。交野 - 河内森間の京阪神磐船駅廃止。
- 1949年（昭和24年）
  - 10月1日 枚方東口駅を枚方市駅に改称。
  - 12月1日 京阪神急行電鉄から京阪電気鉄道が分離。
- 1959年（昭和34年）12月30日 3両編成運転開始[11]。
- 1960年（昭和35年）2月23日 交野変電所（水銀整流器1000kW）が新設される[12]。
- 1961年（昭和36年）
  - 9月16日 第2室戸台風により16時30分より全線運転停止、翌17日午後9時より運転再開[13]。
  - 10月1日 CTC竣工。
- 1968年（昭和43年）
  - 7月16日 ATS使用開始。
  - 12月1日 4両編成運転開始[14]。
- 1971年（昭和46年）
  - 6月6日 中宮信号所 - 村野間複線化。中宮信号所開設。
  - 6月20日 中宮駅を宮之阪駅に改称。
- 1972年（昭和47年）4月2日 村野 - 交野間複線化。
- 1974年（昭和49年）
  - 3月3日 宮之阪駅高架化。
  - 12月1日 宮之阪駅付近複線化。中宮信号所廃止。
- 1975年（昭和50年）8月7日 集中豪雨よる土砂崩れ・冠水により私市駅-交野市駅間が不通（翌朝復旧）[15]。
- 1977年（昭和52年）11月1日 交野駅を交野市駅に改称。
- 1981年（昭和56年）7月5日 2600系のさらなる増備により、交野線で初めて冷房車の運転を開始[16]。
- 1983年（昭和58年）12月4日 架線電圧を600Vから1500Vに昇圧[17]。
- 1987年（昭和62年）5月28日 交野市 - 森信号所間複線化。交野市 - 河内森間（河内森のやや交野市寄り）に森信号所開設。
- 1991年（平成3年）6月1日 枚方市 - 宮之阪間単線で高架化[18]。
- 1992年（平成4年）
  - 9月12日 森信号所 - 私市間複線化[19]。森信号所廃止。
  - 11月28日 枚方市 - 宮之阪間複線高架化完成[20][21]。交野線の全線複線化が完成[20][21]。
- 1996年（平成8年）1月8日 5両編成運転を開始[22]。
- 2003年（平成15年）9月8日 定期列車としては初の京阪本線直通列車としてK特急「おりひめ」、準急「ひこぼし」運転開始。
- 2004年（平成16年）8月1日 PiTaPa導入。
- 2007年（平成19年）9月22日 ワンマン運転開始。
- 2008年（平成20年）10月19日 中之島線開業に伴うダイヤ改正によりK特急「おりひめ」を通勤快急へ、準急「ひこぼし」を快速急行へそれぞれ列車種別を変更。中之島線との直通運転を開始。
- 2012年（平成24年）4月19日 線内の各駅において早朝・深夜を中心に駅係員が無配置となる時間帯が設けられる。
- 2013年（平成25年）3月16日 ダイヤ変更に伴い、通勤快急「おりひめ」・快速急行「ひこぼし」が前日限りで廃止され、京阪本線・中之島線直通列車が全廃。また、すべての定期列車が4両編成での運転となる。
- 2018年（平成30年）8月25日 枚方市駅 - 私市駅間でK-ATSを使用開始[23]。

## 七夕伝説に関するイベント

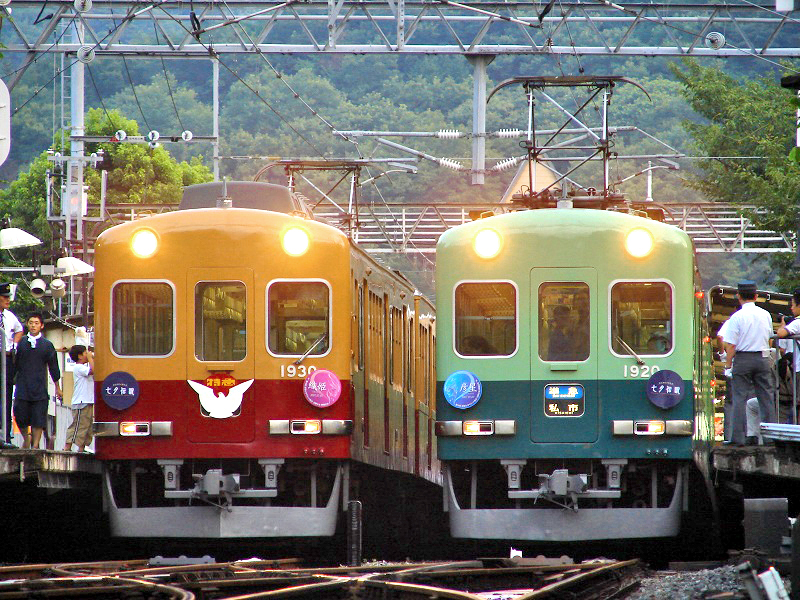
七夕伝説時のイベント風景（1900系現役時代）

交野線沿線は七夕にまつわる伝説が残る地であり、「ひらかた☆かたの七夕伝説」イベントの一環として、2004年から毎年7月7日には、同線終着駅私市駅において、準急「ひこぼし」と臨時K特急「おりひめ」が出会うイベントが開催されている。両列車の並びは5分程度だが、ヘッドマークの展示やヘッドライトの点灯など、ファンサービスが充実している。鉄道ファンのみならず、地域住民が大勢訪れ、テレビ局も取材に訪れる。
「おりひめ」・「ひこぼし」両列車の並びを見終えた後は、同線を利用し、“おりひめ”の機物神社（はたものじんじゃ）、“ひこぼし”の牽牛石（けんぎゅうせき）、そして、両者が出逢う逢合橋（あいあいばし）周辺で開催される祭に参加するのが、このイベントの楽しみ方とされた。
なお、2007年の7月7日は土曜日であったため、平日ダイヤでのみ運行される準急「ひこぼし」と臨時K特急「おりひめ」が出会うイベントは実施不可能となったが、代わりに交野線普通列車に新デザインのヘッドマークを掲出して七夕イベントを開催するとの公式発表があった。2003年の運行開始から数えて3代目となる新しいヘッドマークは七夕イベント当日に私市駅に展示され、準急「ひこぼし」とK特急「おりひめ」には7月9日月曜日の列車から使用された。
出会いイベントの代替手段として、7月7日の当日は私市駅の1番線に「織姫」の記念副標識（通常の「おりひめ」ヘッドマークとは異なり、第10回七夕サミットの枚方・交野開催記念を兼ねた特別のものである）・鳩マークを掲出した1929F（特急色）による臨時列車を約3時間臨時停車させ、交野線内折り返しの定期運用列車1編成（1919F充当）に「彦星」の記念副標識（この副標識も、通常の「ひこぼし」ヘッドマークとは異なり、「織姫」と同様の経緯で作成されたものである）を掲出して運行した。これにより私市駅では計5回の出会いが演出された。
2009年以降は、2008年のダイヤ改定により「おりひめ」・「ひこぼし」の種別がそれぞれ通勤快急・快速急行に変更、かつ「ひこぼし」の運転時間帯も夕ラッシュから深夜に変更され、夕刻でのイベントが行えなくなったことから、2007年の時と同じように交野線普通列車にヘッドマークを掲出して七夕の出会いイベントを開催することになった。しかし、2011年以降出会いイベントは開催されず、2013年のダイヤ改定で「おりひめ」「ひこぼし」は廃止となった。
2016年には枚方市・交野市の産業振興キャラクター「ひこぼしくん」と「おりひめちゃん」、双子のきょうだい星でサンリオキャラクター「リトルツインスターズ（キキ＆ララ）」を10000系にデザインした車両を「キキ&ララトレイン」として2016年7月2日から10月30日までの期間限定運行がされた。特製ヘッドマークも掲出。イベントに因んだ限定商品も発売された。

## 駅一覧
- 駅番号は2014年4月1日に導入[26]。
- 全駅大阪府内に所在。
- 普通列車のみ運転、全列車が全駅に停車。

| 駅番号 | 駅名     | 駅間キロ | 営業キロ | 接続路線                                                   | 所在地 |
| ------ | -------- | -------- | -------- | ---------------------------------------------------------- | ------ |
| KH21   | 枚方市駅 | -        | 0.0      | 京阪電気鉄道： 京阪本線                                    | 枚方市 |
| KH61   | 宮之阪駅 | 1.0      | 1.0      |                                                            | 枚方市 |
| KH62   | 星ヶ丘駅 | 0.7      | 1.7      |                                                            | 枚方市 |
| KH63   | 村野駅   | 0.8      | 2.5      |                                                            | 枚方市 |
| KH64   | 郡津駅   | 0.9      | 3.4      |                                                            | 交野市 |
| KH65   | 交野市駅 | 1.0      | 4.4      |                                                            | 交野市 |
| KH66   | 河内森駅 | 1.7      | 6.1      | 西日本旅客鉄道： 片町線（学研都市線）（河内磐船駅:JR-H30） | 交野市 |
| KH67   | 私市駅   | 0.8      | 6.9      |                                                            | 交野市 |

### 駅設備
交野線を含む京阪線の駅では省力化が進み、2015年3月には京阪線のすべての駅に駅員が改札口に居なくても遠隔操作で対応する「他駅サポートシステム」を導入、すべての駅に自動券売機・PiTaPaやICOCAなどのICカードに対応した自動改札機・運賃精算機・トラブル時に速やかに情報を提示する旅客案内ディスプレーが設置されている。枚方市駅を除き駅売店は無く飲料自動販売機が設置されているだけである。
2021年6月29日に私市駅・河内森駅・交野市駅・郡津駅にAEDが設置された。

### バリアフリー対策
バリアフリー対策として、全駅に車椅子対応スロープまたはエレベーターが設置され、券売機には点字の運賃表、ホームには点字ブロック、トイレには車椅子・オストメイトに対応した多目的トイレが設置されている。

### 駅の無人化の実施
2021年4月までに、枚方市駅、交野市駅を除き終日無人駅となった。

### 廃駅・廃止信号所
- 中宮信号所（宮之阪 - 星ヶ丘） - 1974年12月1日廃止。
- 京阪神磐船駅（交野市 - 河内森） - 1948年5月1日廃止。
- 森信号所（交野市 - 河内森） - 1992年9月12日廃止。